# Bowdle (Dakota del Sur)
Bowdle es una ciudad situada en el condado de Edmunds, Dakota del Sur, Estados Unidos. Tiene una población estimada, a mediados de 2023, de 476 habitantes.

## Geografía
La localidad está ubicada en las coordenadas 45°27′5″N 99°39′23″O / 45.45139, -99.65639. Según la Oficina del Censo, tiene una superficie de 1.66 km², correspondientes en su totalidad a tierra firme.

## Demografía
Según el censo de 2020, en ese momento había 470 personas residiendo en la localidad. La densidad de población era de 283.13 hab./km². El 94.04% de los habitantes eran blancos, el 0.21% era afroamericano, el 2.13% eran amerindios, el 1.06% eran asiáticos, el 0.43% eran de otras razas y el 2.13% eran de una mezcla de razas. Del total de la población, el 2.34% eran hispanos o latinos de cualquier raza.